# Bulbophyllum holochilum
Bulbophyllum holochilum là một loài phong lan thuộc chi Bulbophyllum.